# Кремидівка
Креми́дівка — село в Україні, у Доброславській селищній громаді Одеського району Одеської області. Населення — 2 751 особа (2001). До 2020 року село було адміністративним центром Кремидівської сільської ради, якій підпорядковувались населені пункти: Благодатне, Христо-Ботеве, Нове та Степове.

## Географія

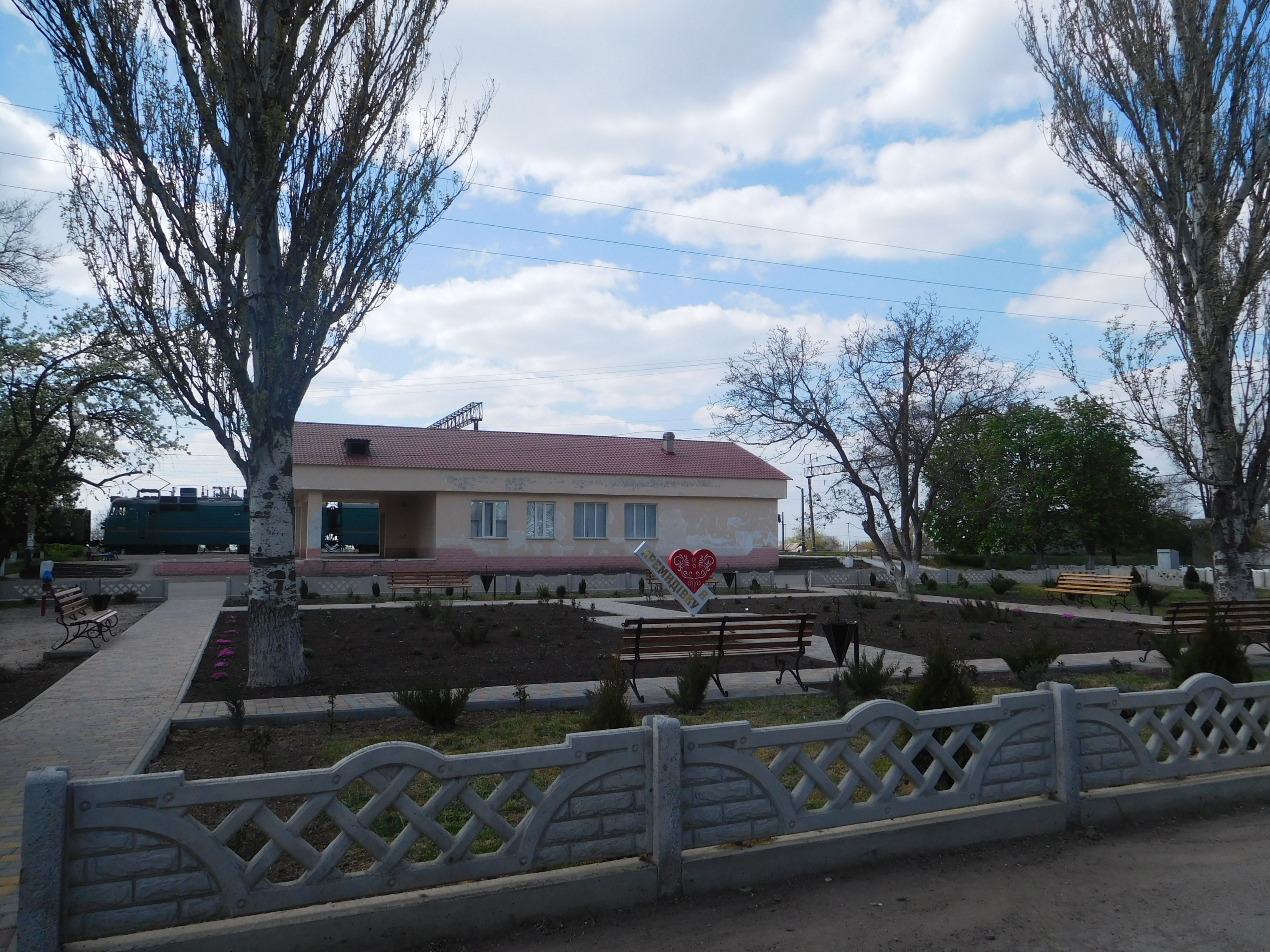
Сквер перед залізничним вокзалом

Кремидівка розташована за 40 км від обласного центру та 20 км від адміністративного центру селищної громади. Через село пролягає електрифікована залізнична лінія Помічна — Одеса, на якій розташована однойменна залізнична станція.

## Історія
Село засноване 1910 року. З	7 березня 1923 року перебувало в складі Лиманського району Одеської області.
17 липня 2020 року, в ході децентралізації, Кремидівська сільська рада об'єднана з  Доброславською селищною громадою.
19 липня 2020 року, в результаті адміністративно-територіальної реформи та ліквідації Лиманського району Одеської області, село увійшло до складу новоутвореного Одеського району.

## Населення
За переписом УРСР 1989 року чисельність наявного населення села становила 2491 особа, з яких 1139 чоловіків та 1352 жінки.
За переписом населення України 2001 року в селі мешкала 2531 особа.

### Мова
Розподіл населення за рідною мовою за даними перепису 2001 року:
| Мова       | Чисельність | Відсоток |
| ---------- | ----------- | -------- |
| українська | 1910        | 75,40%   |
| російська  | 564         | 22,26%   |
| циганська  | 25          | 0,99%    |
| болгарська | 12          | 0,47%    |
| вірменська | 7           | 0,28%    |
| румунська  | 6           | 0,24%    |
| грецька    | 4           | 0,16%    |
| білоруська | 1           | 0,04%    |
| німецька   | 1           | 0,04%    |
| інші       | 3           | 0,12%    |
| Усього     | 2533        | 100%     |

## Економіка
- Кремидівське хлібоприймальне підприємство.

## Об'єкти соціальної сфери
- Середня загальноосвітня школа I—III ступенів.
- Дитячий дошкільний навчальний заклад «Промінець».